# Jean-Louis Lully
Jean-Louis Lully (24. září 1667 – 23. prosince 1688) byl francouzský hudební skladatel, nejmladší syn Jeana-Baptiste Lullyho. Narodil se a zemřel v Paříži. Zemřel nejdříve ze všech J. B. Lullyho synů, ve věku 21 let.

## Život
8. června 1687 nastoupil po svém otci na místo surintendant and compositeur de la musique de la chambre du roi a byl nominován na další jeho funkci, ředitele Opery. Díky jeho brzkému úmrtí není známo větší množství jeho děl, navíc svá první díla tvořil společně s Pierre Vignonem a svým bratrem Louisem.

## Dílo
- Zéphire et Flore (balet, spolupráce s bratrem Louisem a Pierre Vignonem, 1688)